# Аксарай (станція метро)
41°0′40″ пн. ш. 28°56′56.1″ сх. д. / 41.01111° пн. ш. 28.948917° сх. д.
Аксара́й (тур. Aksaray) — станція лінії М1 Стамбульського метрополітену. Відкрита 3 вересня 1989 у складі першої черги лінії М1. У 1989—2014 роках, станція була кінцевим пунктом M1. 9 листопада 2014 року лінію M1 було продовжено на 0,8 км до пересадочного центру Єнікапи, де є пересадка з лінії M1 на лінії Мармарай, М2, та İDO.
Конструкція: двопрогінна станція мілкого закладення з однією острівною платформою.
Розташування: у центрі Фатіх під бульваром Аднан-Мендерес біля площі Аксарай.
Пересадка:
- На  (станція Юсуфпаша)
- на автобуси:31Y, 32T, 33TE, 38, 38Z, 39, 39D, 39K, 39Ç, 76E, 78, 78H, 79T, 88A, 89T, 90B, 91E, 92A, 97G, 146B, 146T, 336, YH-1
- на маршрутки: Аксарай — Гюзельтепе, Аксарай — Імар Блоклари, Аксарай — Карайоллари, Аксарай — Віаланд, Аксарай — Їлдьзтаб'я, Пазарічі — Аксарай

У кроковій досяжності знаходяться:
- Стамбульський навчальний та дослідницький шпиталь Хасеки
- Парк Мурадпаша
- Мечеть Мурад-паши[en]

|                    | Колія 2                                       | ← до Аеропорт Ататюрк (Емнієт-Фатіх) ← до Кіразли (Емнієт-Фатіх) |
| Острівна платформа |                                               |                                                                  |
| Колія 1            | до Єнікапи (кінцева) → до Єнікапи (кінцева) → |                                                                  |